# Indian Removal Act
L'Indian Removal Act (en français : « loi sur le déplacement des Indiens » ou « loi sur la déportation des Indiens »), est une loi des États-Unis, proposée par le président Andrew Jackson, votée par le Congrès les 24 avril et 26 mai 1830 et signée par le président le 28 mai 1830, qui ordonne la déportation des Amérindiens vivant dans les territoires situés entre les treize États fondateurs et le Mississippi vers un territoire situé au-delà de ce fleuve. Elle concernait 60 000 personnes.

## Politique américaine à l'égard des Amérindiens
Cette loi représente une rupture dans l'attitude officiellement adoptée par les colons américains à l'égard des premiers occupants du sol. Jusqu'en 1800, 98 % des Blancs vivent sur 7 % du territoire américain, à l'est des Appalaches, sans gêner les un à vingt millions[Combien ?] d'Amérindiens qui vivent à l'ouest. De 1806 à 1830, 50 tribus seront déportées, sous la menace d'expéditions punitives. À l'est, les États-Unis tolèrent les Amérindiens, jusqu'en 1830, pour autant qu'ils adoptent un mode de vie « civilisé », c'est-à-dire l'abandon du nomadisme, la pratique de l'agriculture, l'abandon de la propriété collective des terres et l'adoption de la démocratie. Ces conditions, et la pression exercée autant par les colons que par les États, poussèrent des dizaines de tribus à émigrer vers l'ouest. En 1830, les cinq tribus vivant encore à l'est du Mississippi vivaient toutes selon les principes considérés aux États-Unis comme civilisés, et étaient désignées collectivement par le nom des Cinq tribus civilisées : Cherokees, Séminoles, Choctaws, Creeks et Chickasaws. Le déplacement de ces tribus des terres qu'elles occupaient est l'un des thèmes majeurs de la campagne présidentielle de 1828, qui porte Andrew Jackson au pouvoir. Il fait donc présenter la loi le 24 avril 1830 devant le Sénat, qui l'approuve à 28 voix contre 19, puis le 14 mai devant la Chambre des représentants et, à la suite de son adoption à 103 voix contre 97, il la signe le 28 mai. L'un des opposants fut le trappeur Davy Crockett.

## Résistance
Elias Boudinot, un des dirigeants des Cherokees, s'est opposé à cette loi sur le plan politique, en s'adressant aux Blancs, et a créé pour cela le journal Cherokee Phoenix, qui est sorti 260 fois, de 1828 à 1834, avec 30 % de sa pagination en cherokee, afin de lutter contre l'assimilation culturelle de son peuple.

## Application de la loi
La Cour suprême des États-Unis considéra que les tribus amérindiennes étaient des nations souveraines (Cherokee Nation v. Georgia, 1831), et que les lois des États ne pouvaient s'appliquer à ces tribus (Worcester v. Georgia (en), 1832). Le président Jackson est réputé, sans doute à tort, pour avoir répondu, à la suite de ces condamnations : « Le juge Marshall a pris une décision, qu'il la fasse appliquer ». Mais il est clair qu'il ne défendit pas les tribus contre les décisions des différents États.
Le gouvernement mena d'abord des négociations, mais seule une faible partie des peuples concernés était prête à partir à des centaines de kilomètres pour s'établir dans une réserve. C'est l'armée américaine qui finalement mena une véritable déportation des Amérindiens, avec rassemblements préliminaires dans des forts, concentration dans des camps vastes et convoyage.
Cette déportation, particulièrement brutale, s'effectua à marches forcées. Des milliers d'Amérindiens sont morts tout au long du parcours, notamment chez les Cherokees. Ce déplacement est surnommé la Piste des Larmes.

## Vote
Le 24 avril 1830, le Sénat adopte la Loi sur l'expulsion des Indiens par 28 voix contre 19. Le 26 mai 1830, la Chambre des représentants vota la loi par 101 voix contre 97. Le 28 mai 1830, la loi sur l'expulsion des Indiens fut promulguée par le président Andrew Jackson.

#### Droit international
- Anthropologie juridique
- Peuple autochtone, Droit des peuples autochtones (Déclaration des Nations unies sur les droits des peuples autochtones)
- Terra nullius, Doctrine de la découverte, Colonialisme, Colonisation, Décolonisation, Droit des peuples à disposer d'eux-mêmes

#### Bulles pontificales
- Dum Diversas (1452), Romanus pontifex (1455), Aeterni regis (1481), Dudum siquidem (1493), Inter caetera (1493)

#### Études théoriques
- Études postcoloniales, Études décoloniales